# Пшибыславице (гмина Зелёнки)
Пшебыслави́це (пол. Przybysławice) — село в Польше в сельской гмине Зелёнки Краковского повета Малопольского воеводства.
Село располагается в 12 км от административного центра воеводства города Краков. Село связано автобусным сообщением с Краковом (автобус № 237).

## История
Первые письменные упоминания о селе относятся к 1352 году, когда землевладелец Яцек из Сеции продал землю Яну из Сырокомли-Кожкева, который прибыл сюда со своими родственниками и основал на берегу Бельницы и Прондника первое селение. Эта сделка была утверждена польским королём Казимиром Великим. В 1449 году Станислав из Кожкева уступил село некоей Катажине. С XV века село стало принадлежать Станиславу Орачевскому герба Шренява. Род Орачевских владел селом до начала XVIII века, когда оно перешло в собственность брацлавского воеводы Михала Йордана.
В 1975—1998 годах село входило в состав Краковского воеводства.

## Население
По состоянию на 2013 год в селе проживало 629 человек.
| 2010 | 2013 |
| ---- | ---- |
| 497  | 629  |

| Перепись  | Всего   | Всего | Женщины | Женщины | Мужчины | Мужчины |
| --------- | ------- | ----- | ------- | ------- | ------- | ------- |
| Единицы   | человек | %     | человек | %       | человек | %       |
| Население | 629     | 100   | 326     |         | 303     |         |

## Известные личности и уроженцы
- Феликс Орачевский (1739—1799), польский политик.